# Uzina Tractorul Brașov
Uzina Tractorul Brașov (kurz UTB) war ein rumänischer Traktorenhersteller mit Sitz in Brașov. Traktoren der Marke UTB (IAR) wurden in 52 Länder aller Kontinente vertrieben.

## Geschichte

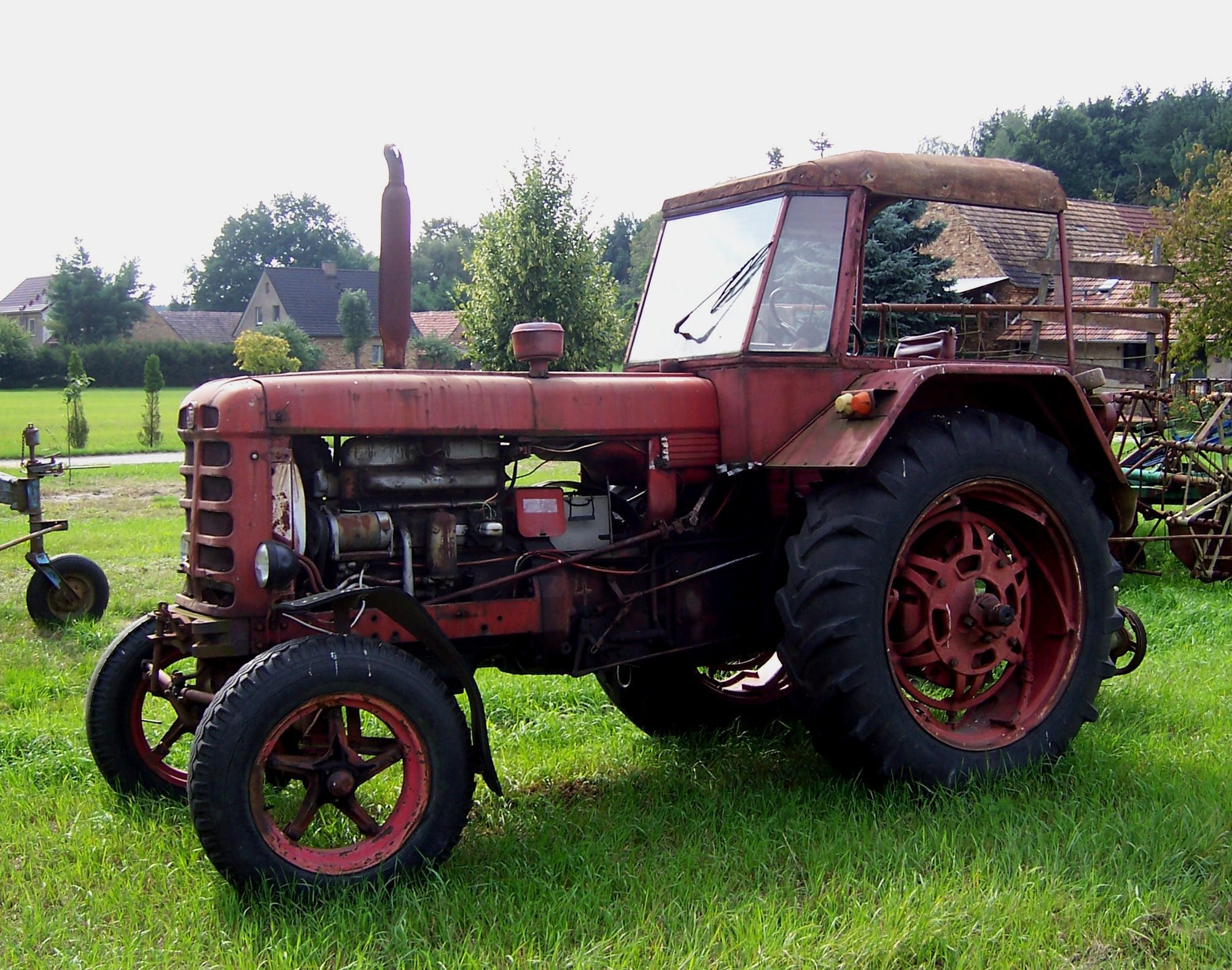
UTB Universal 650

1925 wurde die Întreprinderea Aeronautică Română als rumänisch-französisches Joint-Venture für die Flugzeugproduktion gegründet. Diese stellte 1946 die Flugzeugproduktion auf eine Traktorenproduktion um. Der erste rumänische Traktor IAR 22 wurde hergestellt. Aus der Intreprinderea Aeronautică Română ging 1948 Uzina Tractorul Brașov hervor.
Die Serienproduktion des Traktors U 650 mit 65 PS lief 1963 an, nachdem die Entwicklung seit 1960 lief.
1990 wurde UTB in eine Aktiengesellschaft umgewandelt. Hauptaktionäre waren die A.V.A.S. mit ca. 80 % und die SIF Transilvania mit ca. 17 %. Im Februar 2007 wurde das Werk geschlossen und die Liquidation eingeleitet.
Die argentinische Firma Grossi stellte in den 90er Jahren in Rafaela, Santa Fe, mehrere universelle Traktormodelle her.
Einige dieser Modelle waren: 2040 CL/DTV/F/V; 2050 CL/DTV/F/V; 2055; 2060 CL/DT/F/V; 2070 CL/DT/F/V und 2075 CL.